# Iota d'Andròmeda
Iota d'Andròmeda (ι Andromedae) és una estrella de la constel·lació d'Andròmeda. És una nana de la seqüència principal blava-blanca de la magnitud aparentn +4,29. Està aproximadament a 503 anys llum de la Terra.